# 유즈 소프트
유즈 소프트(YUZU SOFT, 일본어: ゆずソフト)는 일본의 어덜트 게임 메이커이다. 대표작으로 DRACU-RIOT!, 사노바위치, 등이 있다. 개발실은 오사카에 위치해 있다.

## 작품
- 브라반!
- ExE
- 여름하늘 저편에
- 천신란만 ~ LUCKY or UNLUCKY!? ~
- Noble Works
- DRACU-RIOT!
- 하늘색 * 아일노츠
- 사노바위치
- 천연*만화
- RIDDLE JOKER
- 카페 스텔라와 사신의 나비

## 제작진

### 원화
- 코부이치
- 무리링

### 시나리오
- FAMISHIN